# Боровљани
Боровљани су насељено место у саставу општине Новиград Подравски у Копривничко-крижевачкој жупанији, Република Хрватска.

## Историја
До територијалне реорганизације у Хрватској налазили су се у саставу старе општине Копривница.

## Становништво
На попису становништва 2011. године, Боровљани су имали 237 становника.

## Попис1991.
На попису становништва 1991. године, насељено место Боровљани је имало 282 становника, следећег националног састава:
| Попис 1991.‍ | Попис 1991.‍ | Попис 1991.‍ | Попис 1991.‍ | Попис 1991.‍ |
| ----------- | ----------- | ----------- | ----------- | ----------- |
|             |             |             |             |             |
| Хрвати      | Хрвати      |             | 236         | 83,68%      |
| Срби        | Срби        |             | 26          | 9,21%       |
| Југословени | Југословени |             | 8           | 2,83%       |
| Роми        | Роми        |             | 6           | 2,12%       |
| Словенци    | Словенци    |             | 1           | 0,35%       |
| непознато   | непознато   |             | 5           | 1,77%       |
| укупно: 282 |             |             |             |             |